# Instituto Nacional de Radio y Televisión del Perú
El Instituto Nacional de Radio y Televisión del Perú (IRTP) es una entidad pública peruana que se encarga de administrar los medios de comunicación del Estado, tanto en radio como en televisión e internet. Es propiedad del Estado peruano, forma parte del Ministerio de Cultura y posee autonomía administrativa, económica y financiera.
El IRTP administra la cadena de televisión TV Perú, un canal internacional, un canal de pago y tres señales de TDT, además de una cadena radial y dos estaciones de radio.

## Historia

### Antecedentes
OAX-AM (Radio Nacional del Perú) comenzó sus emisiones en 1925 en la ciudad de Lima; fue la primera estación de radio del país. Por otro lado, OAD-TV (TV Perú) inició transmisiones en 1958 en el canal 7 de la banda VHF de Lima como la segunda emisora de televisión abierta en territorio nacional. Una de las primeras organizaciones pioneras en la producción de contenido, como la serie de televisión Nuestros Héroes de la Guerra del Pacífico, fue el Instituto Nacional de Teleducación. Esta institución, consolidada en los años 1960, fue importante para la producción de contenido educativo y prevaleció en paralelo con la futura empresa de medios estatales hasta su cierre  en 1995.
En 1973, durante la dictadura militar del autodenominado Gobierno Revolucionario de la Fuerza Armada, se creó el Sistema Nacional de Información (Sinadi) para controlar los medios de comunicación intervenidos. El 17 de diciembre de 1974, se constituyó dentro del Sinadi la Empresa Nacional de Radiodifusión del Perú (ENRAD Perú), entidad que fusionaba la administración del Canal 7 de Lima y de la Radio Nacional. ENRAD Perú también gestionaba algunos medios expropiados como Radio La Crónica AM o el Canal 9 de Lima (hasta su privatización en 1981, cuando pasó a llamarse Andina de Radiodifusión). Su sede principal se encontraba en la urbanización de Santa Beatriz. 
En paralelo y hasta el final del régimen, los accionistas comerciales de las cadenas de televisión América y Panamericana fundan la empresa Telecentro, subsidiaria estatal encargada de la producción de programación para ambas emisoras, como respuesta a la expropiación del 51 % de sus accionarios por parte del Estado. Durante esta época, a finales de 1976, el Canal 7 de Lima comienza a emitir a color de forma progresiva, hasta producir toda su programación en esta tecnología en 1979. 
En 1981, meses después de iniciado el segundo gobierno de Fernando Belaúnde Terry, ENRAD Perú fue reorganizada bajo el nombre Empresa de Cine, Radio y Televisión Peruana (ENCRTP) y se le adscribe temporalmente al Sistema Nacional de Comunicación Social (SINACOSO). Además, en ese mismo año, el Canal 7 de Lima cambia su denominación por Radio Televisión Peruana (RTP) e inició transmisiones por satélite. 
Durante los años 1980 RTP se convirtió en el principal intento de radiodifusión pública y comercialmente competitiva, lo que incrementó y consolidó su cobertura a nivel nacional y reemplazó a la retransmisión de la emisora principal de Lima vía microondas. Hacia 1985, se constituyeron filiales regionales bajo la denominación de sociedad anónima.
RTP tenía algunos problemas, ya que estaba sometida al control editorial del gobierno de turno.  La empresa planificó crear contenidos originales y construir un centro de producción para 1982, que se tenía previsto terminar en dos años. Sin embargo, en 1984 la empresa tuvo problemas de rentabilidad, administración y programación, esta última debido a la ausencia de programas educativos y de novedades del Canal 7.  Fue liquidada en 1996 por el expresidente Alberto Fujimori.

### Cambio de denominación a institución
Durante el gobierno del expresidente Alberto Fujimori se unificó el Sistema Nacional de Comunicación Social y la Empresa de Cine, Radio y Televisión en un solo ente, se le adscribe al Ministerio de Educación (MED) y además a ese ente le cambió el nombre al actual: Instituto Nacional de Radio y Televisión del Perú, en 1997.
A principios de la década de 2000, el gobierno de Valentín Paniagua emprendió una reestructuración del IRTP. Esta iniciativa implicó la reclutación de profesionales sin vinculaciones políticas, así como la incorporación de nuevos presentadores con distintas perspectivas. Adicionalmente, el IRTP lanzó al aire Radio Filarmonía, una emisora especializada en música clásica y ópera en convenio con la Asociación Cultural Filarmonia.
En 2004, se planificó un canal de televisión internacional en la banda UHF de Lima, denominado TNP 2 (actual TV Perú 7.2), con programación diferenciada de TNP. No obstante, el proyecto se desestimó al concluir el gobierno de Alejandro Toledo. En 2007, el enfoque se centró en la inversión del sector informativo a nivel local y regional, adquiriendo transmisores (19 UHF y 18 de VHF) para ampliar la cobertura a 13 millones de espectadores.
Tras la reestructuración, el IRTP quedó bajo la supervisión directa del primer ministro. Posteriormente, entre julio de 2010 y enero de 2012, estuvo temporalmente subordinado al Ministerio de Cultura. Desde el gobierno de Pedro Pablo Kuczynski, el IRTP ha permanecido adscrito al Ministerio de Cultura.

### Etapa de digitalización
El IRTP incrementó su producción de contenidos propios luego que María Luisa Málaga asumiera el cargo de Consejo Directivo y presidente ejecutiva del IRTP en 2012. Se lanzó al aire el canal de noticias TV Perú 7.3 el 3 de noviembre de 2013 luego de adquirir un antiguo edificio en el distrito de San Borja y contar una nueva inversión para renovar sus equipos técnicos. Además, el 2 de diciembre de ese mismo año, lanzó TV Perú 7.4, un canal cultural. Desde inicios de 2015, se emite el bloque de programación infantil TV Perú niños por TV Perú. El 1 de julio de 2016, TV Perú 7.4 fue remplazado por el Canal IPe, de índole infantil y cultural. En el ámbito de la radio, la frecuencia FM llegó al 53% de territorio nacional, mientras que su frecuencia AM alcanzó el 14.6% y Radio La Crónica un 29%.
El 3 de agosto de 2016, fue designado como presidente del directorio el escritor y periodista Hugo Coya debido a la renuncia de María Luisa Málaga. En ese entonces el instituto consiguió recaudar el 12% de su presupuesto en publicidad. Sin embargo, Coya renunció a la presidencia del directorio debido al indulto otorgado por el entonces presidente de la República Pedro Pablo Kuczynski a Alberto Fujimori. Entonces, el Ministerio de Cultura designó al también periodista Eduardo Guzmán Iturbe para ejercer la presidencia del directorio de este conglomerado.
En 2019, el IRTP decide renovar todos sus medios de televisión y propuso nuevos planes y alternativas . En ese año, se transmitió los Juegos Panamericanos y Parapanamericanos Lima 2019 para dar una alternativa de apoyar a los deportistas y para deportistas del país. Además que se propuso producir sus propios programas de ficción para exportar a otras cadenas y así reducir su dependencia con el Estado.
Posteriormente, la gestión optó por renovar su sistema informativo, añadir nuevos programas e incluir nuevos servicios. Se lanzó Nacional TV (luego renombrado como TV Perú 7.2) y en marzo de 2020, tanto Nacional TV como TV Perú Noticias comenzaron a retransmitir la programación de TV Perú debido al decreto de emergencia del gobierno por el COVID-19. En abril de 2020, El Ministerio de Educación decretó el lanzamiento de «Aprendo en casa», un canal de televisión de educación virtual dirigido a los estudiantes de todo el Perú, en que se ha planificado convertirse en canal independiente cuando se concrete el servicio de hub satelital en 2024.
En 2020 el gobierno de Francisco Sagasti anunció la reorganización del IRTP, al igual que la Superintendencia Nacional de Educación Superior Universitaria.
En 2024, el Ministerio de Cultura designó por resolución ministerial un «grupo de trabajo» para la construcción de la nueva sede institucional del IRTP que reemplazará a la histórica instalación de Santa Beatriz.

## Presupuesto
Por decreto supremo, desde 2001 la empresa es financiada por el propio gobierno.
Para el 2017, IRTP contó con un fondo anual de 68 millones de soles. En 2024, alcanzó los 97 millones, que se gastaron más del 77 % en cuatro meses para la elaboración de nuevos programas.

## Radio
| Logo | Nombre                  | Programación | Fundación           | Emisoras                             |
| ---- | ----------------------- | --- | ------------------- | ------------------------------------ |
|      | Radio Nacional del Perú | Cadena principal de temática generalista, con programación de noticias, cultura, miscelánea, música, entre otros. Posee cobertura al nivel nacional.                                                          | 15 de junio de 1925 | 103.9 FM 850 AM (Lima) y repetidoras |
|      | Radio Filarmonía        | Emisora local con cobertura solamente en el área metropolitana de Lima. Su programación es cultural y se compone principalmente en música clásica y operas. Es operada por la Asociación Cultural Filarmonía. | 1984                | 102.7 FM (Lima)                      |

### Emisoras desaparecidas
| Logo | Nombre              | Programación | Fundación | Cese                | Emisoras       |
| ---- | ------------------- | --- | --------- | ------------------- | -------------- |
|      | Radio La Crónica AM | Emisora local con cobertura para Lima y alrededores. Su programación se orientaba a la difusión de música del recuerdo, música peruana, criolla, valses peruanos entre otros géneros musicales. No emitía publicidad. | 1935      | 16 de marzo de 2020 | 1320 AM (Lima) |

## Televisión
| Logo | Nombre                        | Programación | Fundación              | Canales                                             |
| ---- | ----------------------------- | --- | ---------------------- | --------------------------------------------------- |
|      | TV Perú                       | Emisora principal, con programación compuesta por series infantiles, noticieros, documentales, segmentos musicales, bloques culturales, novelas y películas de producción nacional. También emite programas institucionales y de política. | 17 de enero de 1958    | Canal 7 (VHF) Canal 7.1 (TDT) en Lima y repetidoras |
|      | TV Perú Noticias              | Canal de noticias. Su programación se basa en noticias del día, noticias institucionales y de política, debate y entrevistas. | 3 de noviembre de 2013 | 7.3 (TDT) en Lima y repetidoras                     |
|      | Canal IPe (Identidad Peruana) | Emisora cuya programación se basa en series infantiles animadas, documentales, producción cinematográfica, musicales, programas educativos, y ocasionalmente series y telenovelas culturales.                                              | 1 de julio de 2016     | 7.4 (TDT) en Lima y repetidoras                     |

### Canales internacionales
| Logo | Nombre                | Programación | Fundación              | Cobertura     |
| ---- | --------------------- | --- | ---------------------- | ------------- |
|      | TV Perú Internacional | Retransmite la programación de TV Perú para el extranjero. Posee también programación de TV Perú Noticias, IPe y Congreso TV. | 1 de diciembre de 2014 | Internacional |

### Canales desaparecidos
| Nombre      | Programación                                                                      | Fundación              | Cese                   | Reemplazado por |
| ----------- | --------------------------------------------------------------------------------- | ---------------------- | ---------------------- | --------------- |
| TV Perú 7.4 | Programación cultural, documentales y de películas clásicas. Exclusivo de la TDT. | 2 de diciembre de 2013 | 1 de julio de 2016     | Canal IPe       |
| Nacional TV | Retransmisión de la programación de Radio Nacional.                               | 30 de enero de 2020    | 1 de noviembre de 2020 | TV Perú 7.2     |

## Otros servicios
El IRTP ofrece servicios adicionales.
| Nombre                       | Servicios                                                |
| ---------------------------- | -------------------------------------------------------- |
| TV Perú Play                 | Servicio streaming                                       |
| Archivo TV Perú              | Servicio de almacenamiento de videos pasados.            |
| Nacional Memoria             | Servicio de almacenamiento de archivos de la radio.      |
| Aplicativo TV Perú           | Aplicación móvil televisivo para múltiples dispositivos. |
| Aplicativo Nacional          | Aplicación móvil radial para múltiples dispositivos.     |
| Radio Internacional del Perú | Servicio de radio por internet                           |
| TV Perú Digital              | Programas vía online                                     |
| TV Perú Noticias Digital     | Programas de información vía online                      |

## Logotipos

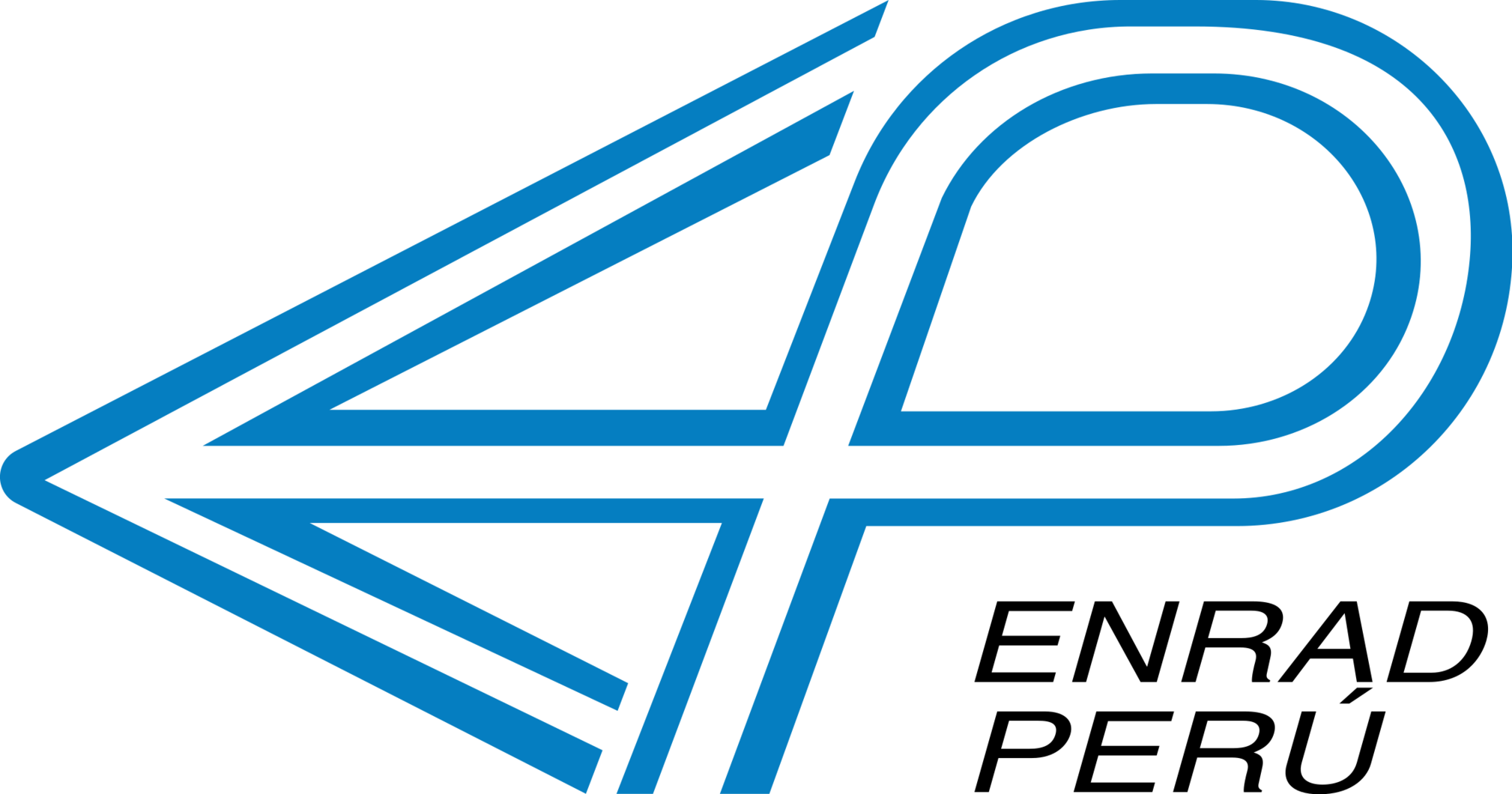
1974-1980
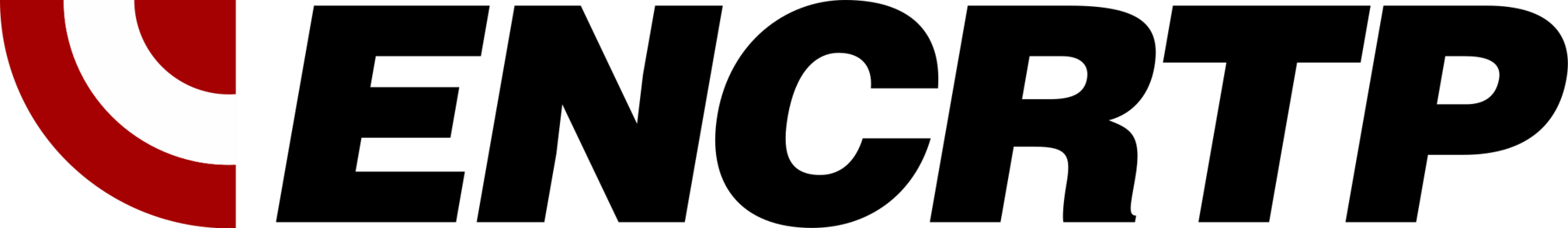
1980-1982
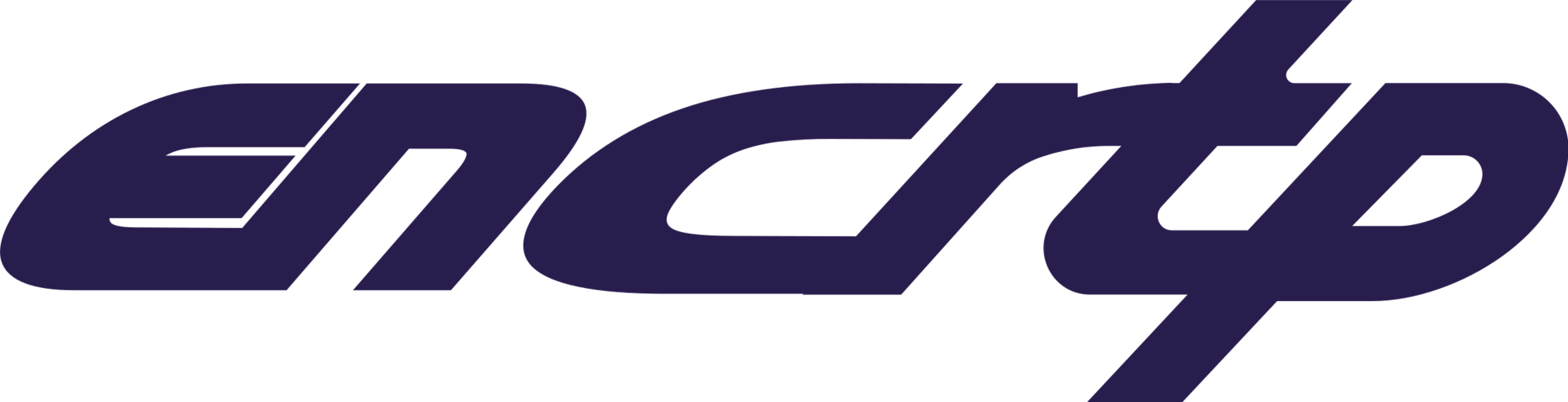
1982-1997
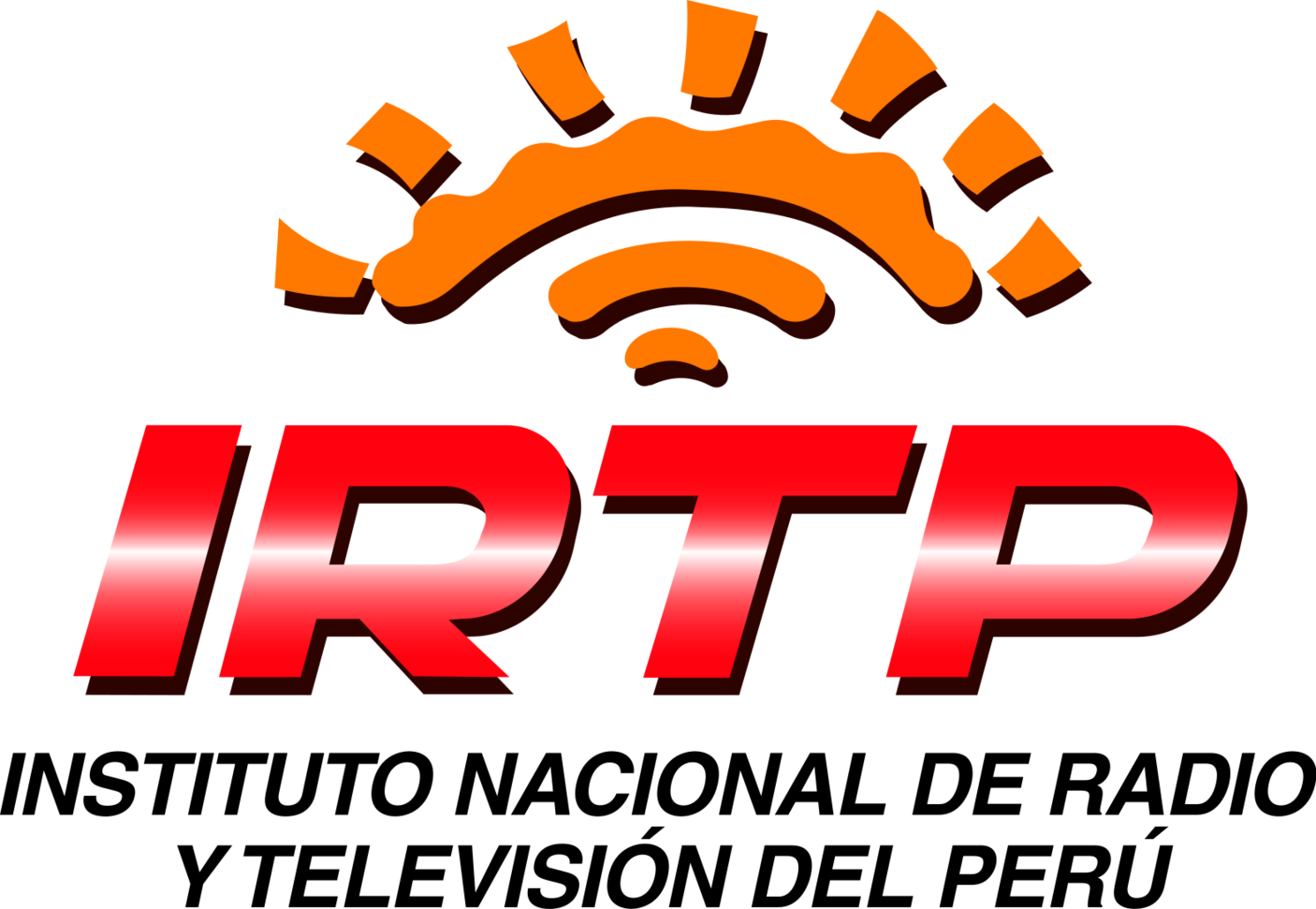
1997-2000
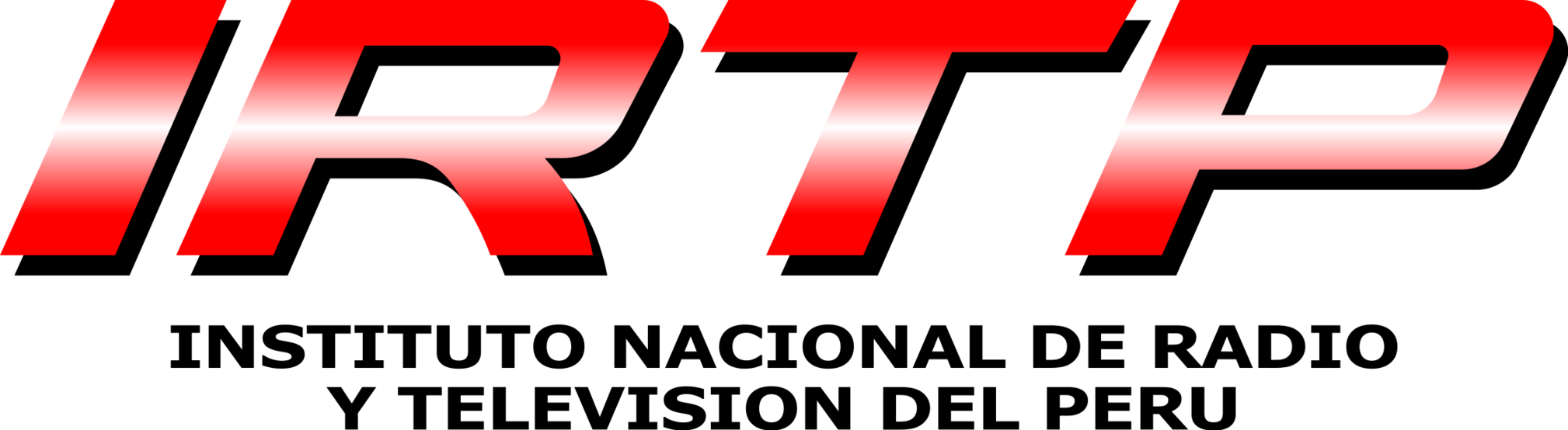
2000-2007
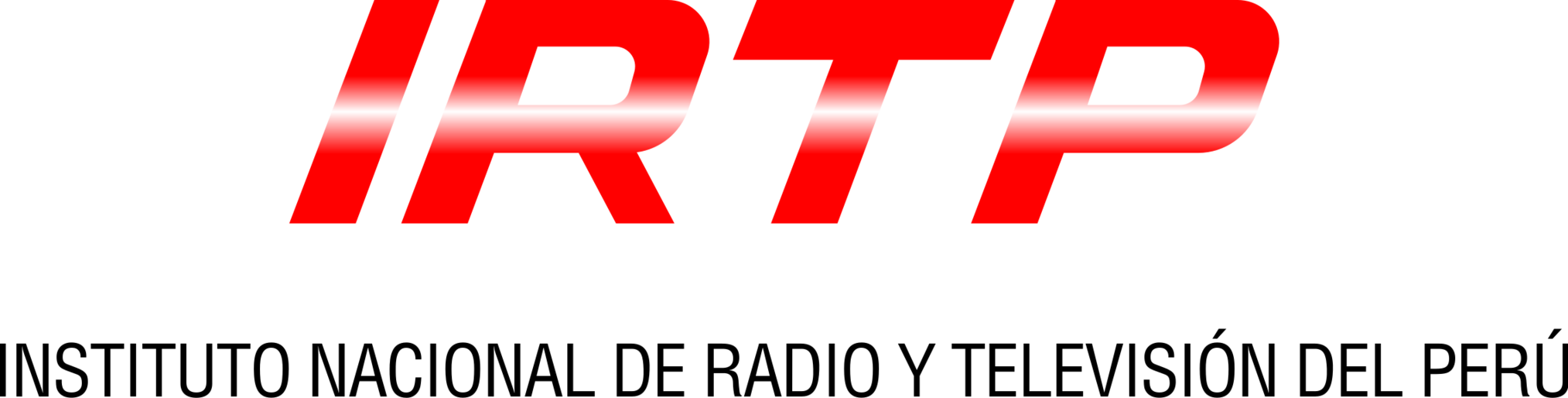
2007-2013
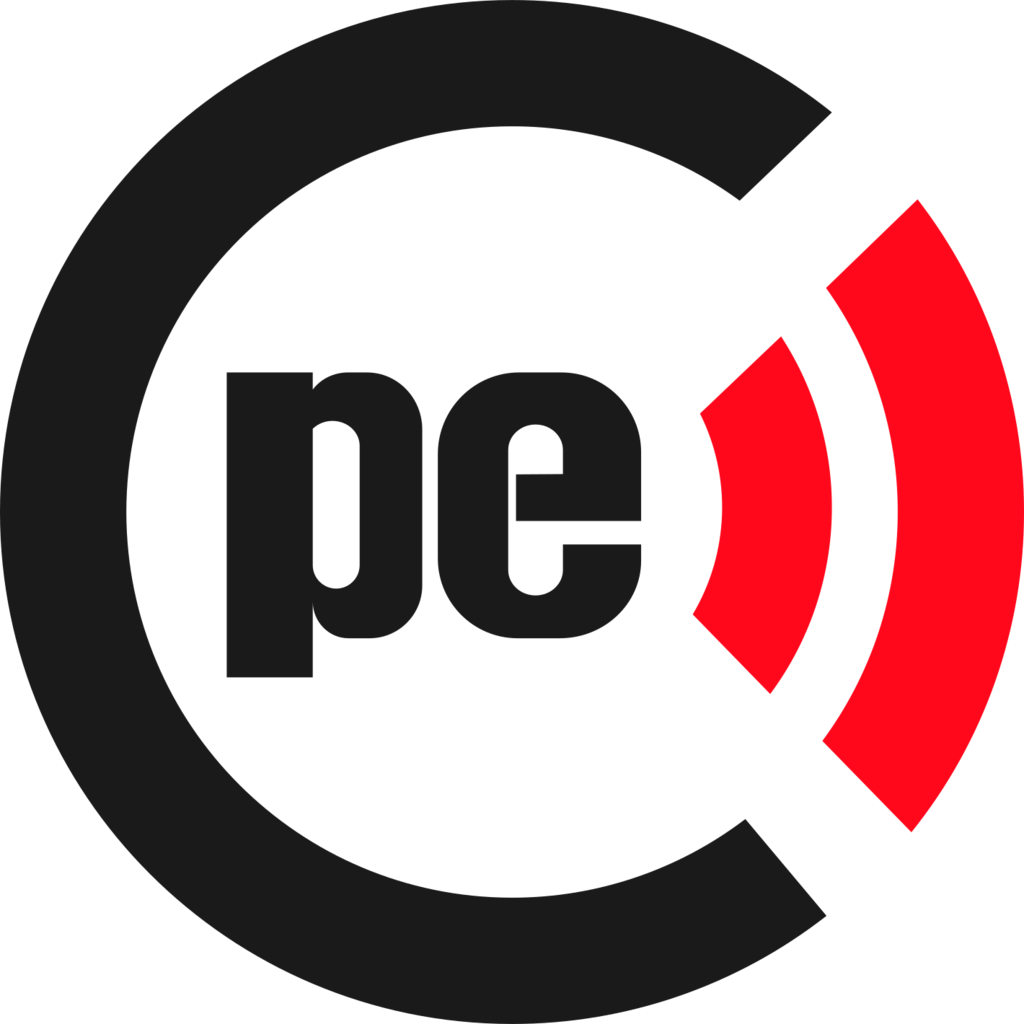
2013-2019
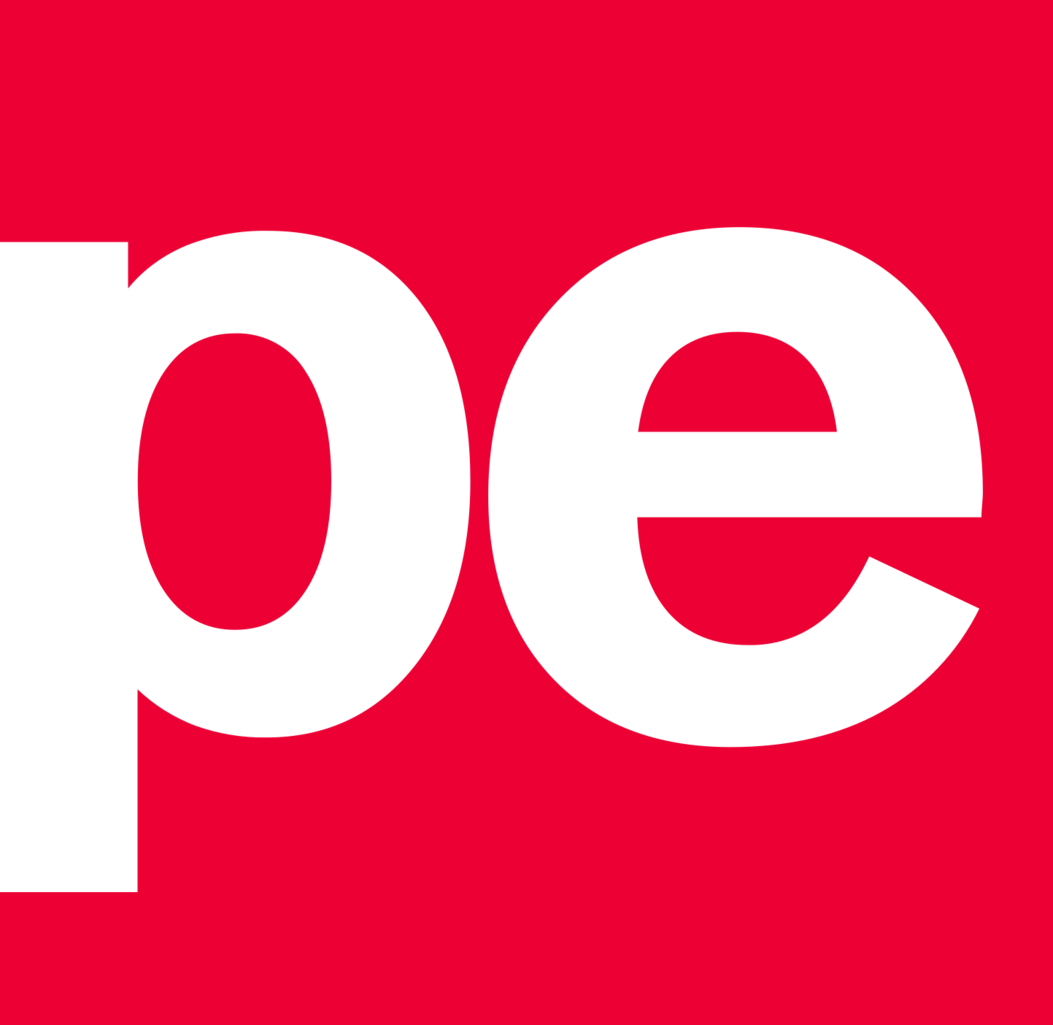
2019-2020
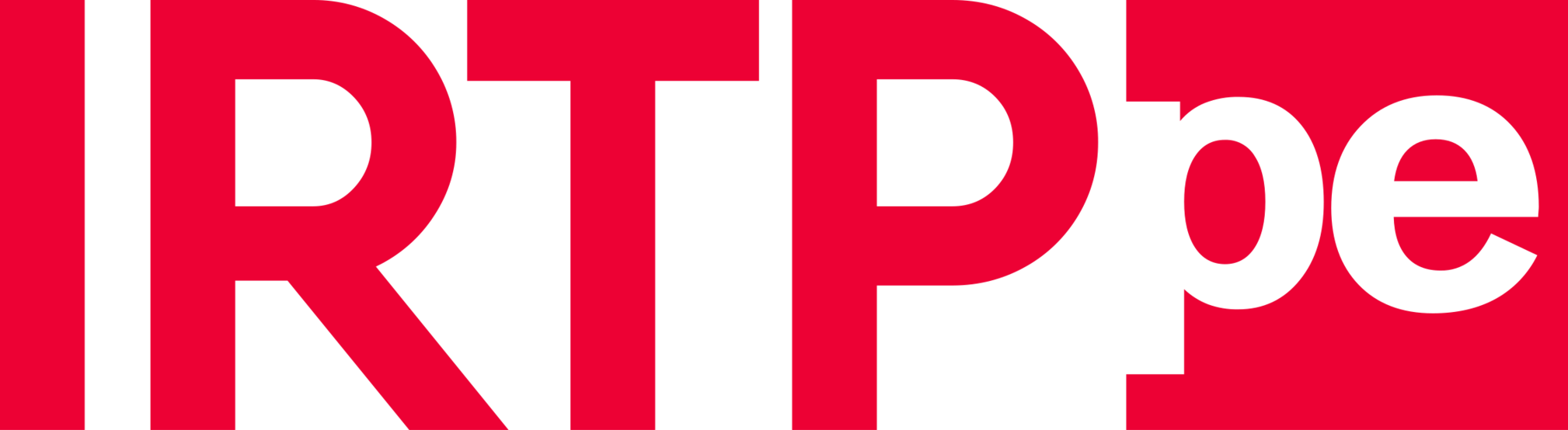
Mediados de 2020
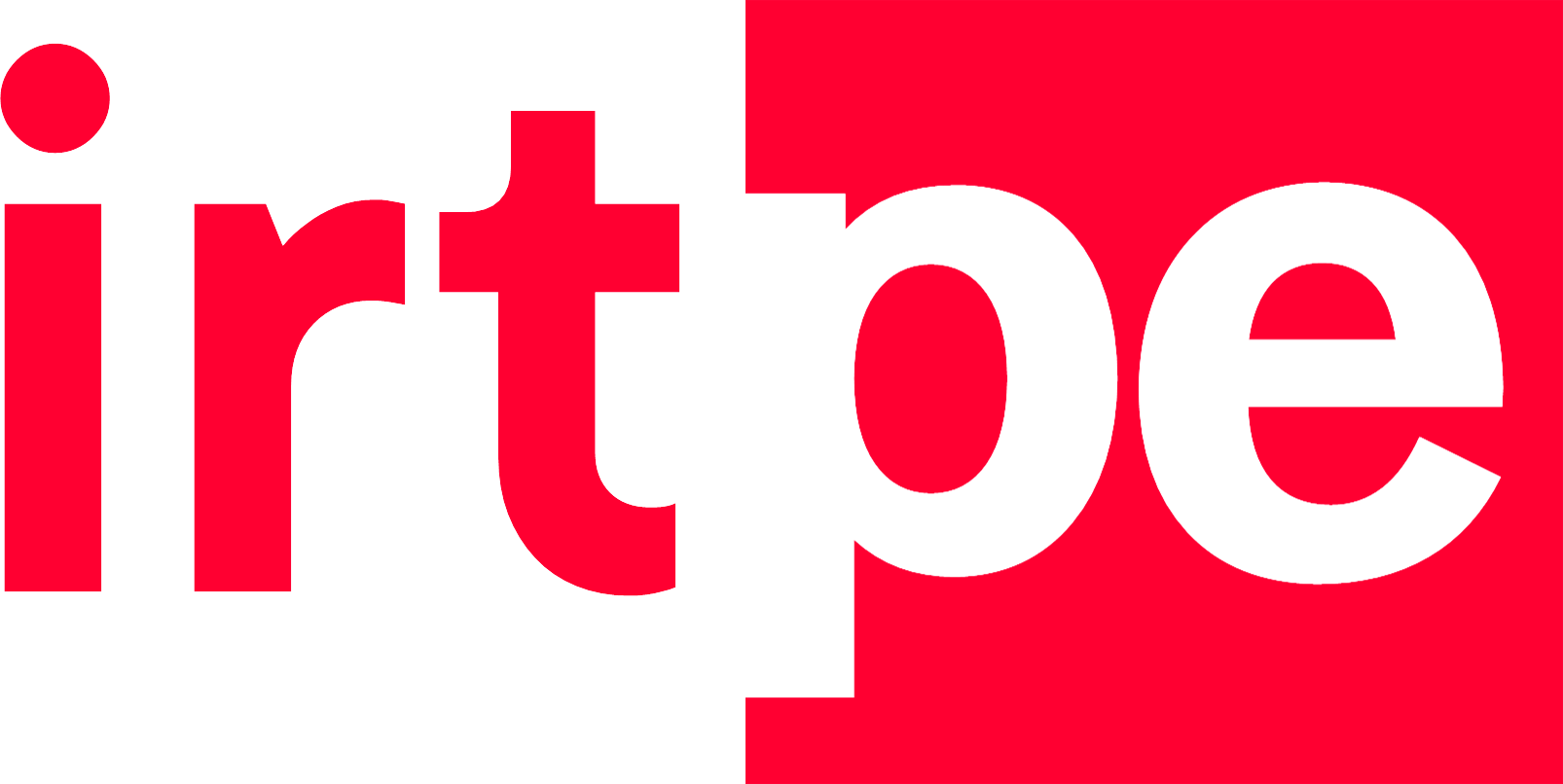
Finales de 2020-2021
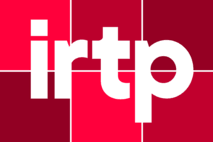
Desde 2021

## Directorio
El Consejo Directivo es el órgano máximo de gobierno del IRTP. De acuerdo al artículo 5 del Decreto Supremo 829, cuenta con un presidente y cuatro miembros, elegidos por resolución suprema. En 2022 se propuso incluir un vicepresidente y miembros de otras instituciones del Estado. En 2025, el Consejo Directivo fue reemplazado por un gerencia general.

### Presidentes del directorio
| Periodo                    | Presidentes                   |
| -------------------------- | ----------------------------- |
| 1990-1992                  | Carlos Lecca Arrieta          |
| 2000-2000                  | Jorge Lazarte Conroy          |
| 2000-2000                  | Jorge Trelles Montero         |
| 2000-2001                  | Santiago Pedraglio Mendoza    |
| 2001                       | Ernesto Hermoza Denegri       |
| 2001-2002                  | Carlos Urrutia Boloña         |
| 2002-2005                  | Eduardo Bruce Montes de Oca   |
| 2005-2006                  | Francisco Ugarteche Domínguez |
| 2006                       | María del Pilar Tello Leyva   |
| 2006-2007                  | Alfonso Salcedo Rubio         |
| 2007-2009                  | Carlos Manrique Negrón        |
| 2009-2016                  | María Luisa Málaga Silva      |
| 2016-2017                  | Hugo Coya Honores             |
| 2017-2018                  | Eduardo Guzmán Iturbe         |
| 2018-2019                  | Hugo Coya Honores             |
| 2019-2020                  | Eduardo Guzmán Iturbe         |
| 2021-2022                  | Joseph Dager Alva             |
| Noviembre - diciembre 2022 | Fernando Aliaga               |
| Diciembre 2022 - mayo 2023 | Jesús Solari                  |
| Junio 2023 - actualidad    | Ninoska Chandía               |

## Controversias

### Autonomía del IRTP
Conforme a la Ley de Radio y Televisión, promulgada en 2004, se planteó que la regulación del Instituto Nacional de Radio y Televisión del Perú  se efectuara en el siguiente año, durante el gobierno de Alejandro Toledo. Sin embargo, no se materializó dicha regulación.
La dependencia del IRTP se vio influenciada por la oposición al gobierno de Toledo. Según Jorge Acevedo, la empresa enfrentó una dependencia parcial con las autoridades posteriores, restringiendo la pluralidad de sus medios radioeléctricos.
Por un tiempo la empresa estatal dependió del sector Transportes y Comunicaciones (hasta 1997), posteriormente del MINEDU y luego de la PCM (con intervalo entre 2010 y 2012). Pero en el primer mes del gobierno de Kuczynski pasó al Ministerio de Cultura. Para 2023, todos presidentes del directorio fueron elegidos por el Gobierno, en que recae el Ministerio de Cultura para elegir exclusivamente a la máxima autoridad. El expresidente del IRTP, Joseph Dager, criticó para portal Sudaca la falta de financamiento propio para así subsistir la institución y evitar ceder la editorial con ministerios del gobierno.
En 2023, el Consejo de la Prensa Peruana (CPP) propuso transformarse en empresa autónoma al refundarse como Instituto Nacional de Cine, Radio, Televisión y Medios Digitales del Perú (ICRTP). Al año siguiente, el Consejo de la Prensa Peruana presentó un anteproyecto de ley sobre la fundación institucional del ICRTP, que preveía la posibilidad de contar con un «defensor público». El Congreso aún no lo aprobó y, entretanto, desde 2022 elaboró un proyecto de ley para que representantes de los poderes legislativo y ejecutivo ejerzan el control del sistema de medios del Estado, que se aprobaría en 2024.

### Caso Carlos Manrique
En 2008 Perú 21 reportó denuncias por malos manejos en la administración financiera de IRTP por parte de Carlos Manrique. La Contraloría confirmó tales irregularidades. Al año siguiente renunció luego de protagonizar un accidente de tránsito, Manrique renunció a la directiva. Fue reemplazado interinamente por el publicista afín al entonces presidente Alan García, Ricardo Ghibellini.

### Salida de Hugo Coya a la presidencia del directorio
El exministro de Cultura Francesco Petrozzi destituyó al presidente del directorio Hugo Coya Honores, dicho acuerdo fue coordinado y consensuado. El despido fue dispuesto tanto por el exministro como del expresidente Martín Vizcarra, según comunicado de IPYS. En ese momento, el exdirector se encontraba en Londres, representando a TV Perú. Sin embargo el presidente desmintió en las redes que no iría a dicha ciudad, pese a que fue una invitación de la cadena británica BBC. El motivo fue por la presión de la información acerca de la liberación de Keiko Fujimori. Después de la salida del Presidente, el Gerente de TV Perú David Ponce De León Gómez, renunció ante el IRTP mediante una carta escrita al nuevo presidente del directorio. Quien asume la presidencia del directorio es Eduardo Guzmán Iturbe.
En 2023, Coya Honores asumió la dirección Comisión de Reforma del Instituto Nacional de Radio y Televisión del Perú junto a Rodrigo Salazar, quien trabajó como director ejecutivo del Consejo de la Prensa Peruana.

### IRTP durante el gobierno de Dina Boluarte
En 2023, el entonces presidente ejecutivo del IRTP, Jesús Solari Díaz, renunció a su cargo alegando que sus esfuerzos de brindar una programación inclusiva y plurinacional en los medios del Estado se han visto impedidos por la clase política dominante. Fue reemplazado por Ninoska Chandia, hasta ese entonces jefa de prensa del gobierno de Dina Boluarte. Hugo Coya señaló que Chandia fue parte del equipo de Comunicación Estratégica, destacó solamente su breve presencia como reportera en Radio Nacional y que su designación «es definitivamente un retroceso de por lo menos dos décadas en ese trabajo de buscar una televisión pública».
La gestión de Chandia estuvo marcada por acciones cuestionables. Inicialmente, la empresa cubrió los gastos de viaje de la presidenta y el gerente general para establecer convenios con otros países en la obtención de nuevas tecnologías. Además, habría permitido que se ausentara mientras realizaba cirugías, como confesó su esposo, y promocionó su alma mater, la Universidad César Vallejo, en sus vídeos institucionales. Posteriormente, la ministra de Cultura señaló que la gerencia de Chandia fue investigada tras revelarse acusaciones de peculado y favorecimiento personal.
Cabe señalar que la mayor parte de la directiva del IRTP fue eliminada por decreto supremo para «eliminar el duplicado de funciones», cuyos máximos responsables son dos personas: el director y el gerente general. También se reemplazó a sus empleados. Entre los cesados se encontraba Féliz Paz Quiróz, el director de Editora Perú, empresa de medios escritos adscrita a la Presidencia del Consejo de Ministros. En junio de 2023 IRTP despidió a Ximena Carrasco, periodista que había cuestionado Boluarte en medio de la convulsión social. Carrasco denunció que el despido se trató de una «informalidad dada por el Estado» al rescindir su contrato. El seminario Hildebrandt en sus Trece, reveló que se conocía la situación política de la prensa del Estado cuando, según palabras de El Comercio, «detallaba por entonces que el gobierno había reconocido, ante la Comisión Interamericana de Derechos Humanos (CIDH), la responsabilidad policial y militar en las muertes durante la convulsión social de los meses anteriores». El cuestionamiento de Carrasco al gobierno de Boluarte «fue uno de los primeros episodios que desencadenaron presiones cada vez más duras contra el IRTP», lo cual coincide con despidos de periodistas no afines al oficialismo.
La exministra Ana Jara calificó aquel hecho como un «despido encubierto» al citar dos expedientes (114-2001-AA/TC y 00976-2001-AA/TC) desde una jurisprudencia del Tribunal Constitucional. Mientras que Rodrigo Salazar, director ejecutivo del CPP, alertó que «ahora podemos, con bastante evidencia, dudar de lo que vemos u oímos en TV Perú y Radio Nacional» luego de confirmar la separación de siete periodistas a un mes asumida la directiva de Chandia.
El ministro de Trabajo, Fernando Varela, reconoció que no tenía información sobre los despidos, ya que no se había presentado ninguna denuncia por parte de Sunafil. Días después, en julio de ese año, el portal El Foco reveló nuevos audios que implicaban a veinte personas retiradas de la organización de radiodifusión. En noviembre de ese año, Sudaca informó de otro despido forzoso: la periodista María de Jesús Gonzales con 22 años de trabajo en la empresa, por pedido de la secretaría de presidencia. En diciembre de 2024, cuando ya se habían despedido a siete periodistas, el periodista Nicolás Salazar, que había trabajado en IRTP durante 12 años, presentó su renuncia tras afirmar que «la actual gestión me quitó las ganas de hacer periodismo».
IRTP tomó medidas de censura contra contenido cultural. En julio de 2023 suspendió la emisión de la misa dominical en TV Perú luego de las críticas a Boluarte por los fallecidos de la convulsión por parte del arzobispo de Lima, Carlos Castillo, durante el especial de Fiestas Patrias. Al mes siguiente, en agosto, IRTP canceló sin previo aviso varios programas de Radio Nacional, entre ellos, al histórico espacio La voz del consumidor por Crisólogo Cáceres. En septiembre, la empresa estatal anunció el cierre de El placer de los ojos, conducido por Ricardo Bedoya y permanecido por más de 20 años.
El IRTP realizaba otras acciones para que la opinión pública tuviera una buena imagen de Dina Boluarte. En noviembre de ese 2023, lanzó una canción con el objetivo de mitigar futuras agitaciones sociales, que fue criticada por la actriz de televisión Tatiana Astengo. En 2025, contrató a un exjefe de prensa de Fuerza Popular para su campaña presidencial de 2016 y lanzó un programa que promocionaba costumbres andinas desde «un punto de vista paranormal y científico», presentado por uno de los promotores de las momias tridáctilas de Nazca, con la justificación de «generar pensamiento crítico en la audiencia». El programa periodístico Panorama señaló que el instituto tenía planeado lanzar un programa dominical presentado por la propia Dina Boluarte para competir con la televisión privada.
Ninoska Chandía renunció al IRTP en junio de 2025 y fue reemplazada por Rossella Leiblinger. La jefa de investigación de Panorama afirmó que, en realidad, Chandía había sido elegida por tener vínculos con Nicanor Boluarte, hermano de la presidenta de la república, y señaló que ella había renunciado debido a discrepancias entre los hermanos Boluarte.